# Modest Santolària i Forgas
Modest Santolària i Forgas (Barcelona, 12 de febrer de 1853 - març de 1919)va ser un actor català de finals del segle xix i de principis del xx, marit de la també primera actriu Adela Clemente amb qui va tenir quatre filles. Va entrar de galant jove al teatre Romea, la temporada 1891-92.
Era fill de Ramon Santa-Eularia i Ferrer nascut a Guissona llauner de professió i de Josefa Forgas (Forgues) i Campà nascuda a Cervera.

## Trajectòria professional
- 1892. En el paper de Climent, en l'obra Ateus i creients, original de Ramon Bordas i Estragués, estrenada al teatre Romea de Barcelona, el 19 de gener.
- 1892. En el paper d'Osman, corsari tinent de Barba-roja (35 anys), en l'obra Barba-roja, original de Frederic Soler, estrenada al teatre Romea de Barcelona.
- 1892. En el paper de Mario, en l'obra El moviment continu, original de Ramon Bordas i Estragués, estrenada al teatre Romea de Barcelona, el 6 de desembre.
- 1893. En el paper de El comandant D. Rafel, en l'obra Les claus de Girona, original de Frederic Soler, estrenada al teatre Romea de Barcelona, el 18 de desembre.
- 1895, 12 de març. En el paper de Jaume Giralt a l'obra La suripanta d'Antoni Ferrer i Codina. Estrenada al teatre Romea de Barcelona.
- 1895, 16 d'abril. En el paper de Josep Perdigó, 35 anys a l'obra L'herència de l'oncle Pau, arranjada per Conrad Colomer. Estrenada al teatre Romea de Barcelona.
- 1896. En el paper d'Artur en l'obra Entrar per la finestra, original de Pere Reig i Fiol, estrenada al teatre Romea de Barcelona, el 28 de gener.
- 1897. En el paper de Bernat, carreter, en l'obra L'hostal de la Coixa, original de Lluís Quer i Bonaventura Sanromà, estrenada al teatre Romea de Barcelona, el 23 de març.
- 1899, 31 de gener. En el paper de Don Baltasar a l'obra La farsa d'Àngel Guimerà. Estrenada al teatre Romea de Barcelona.
- 1903, 6 de febrer. En el paper de Menut (80 anys), en l'obra Els vells, original d'Ignasi Iglésias, estrenada al teatre Romea de Barcelona.
- 1903, 5 de desembre. En el paper de Secretari del Bisbe (40 anys) a l'obra El místic de Santiago Rusiñol. Estrenada al teatre Romea de Barcelona.
- 1905, 25 de novembre. En el paper de Desconegut a l'obra Les garses d'Ignasi Iglésias. Estrenada al teatre Romea de Barcelona.
- 1906. En el paper de Mossèn Trinitat, en l'obra L'Eloi d'Àngel Guimerà, estrenada al teatre Romea de Barcelona, el 27 de març.
- 1907. En el paper de Senyor Joan, en l'obra La mare de Santiago Rusiñol, estrenada al teatre Romea de Barcelona, el 20 de febrer.
- 1908, 22 de març. En el paper de Mossèn Gregori a l'obra Aigües encantades de Joan Puig i Ferreter, estrenada al teatre Romea de Barcelona.
- 1911. En el paper de Cavaller d'Aymerich, en l'obra La reina jove d'Àngel Guimerà, estrenada al teatre Principal de Barcelona, el 15 d'abril.